# 门青根
门青根（德語：Menzingen）是瑞士联邦楚格州的市镇。该市镇面积为27.50平方千米，海拔高度805米，2018年12月31日人口数为4,540。